# Archipel Kodiak
 (novembre 2022).
Si vous disposez d'ouvrages ou d'articles de référence ou si vous connaissez des sites web de qualité traitant du thème abordé ici, merci de compléter l'article en donnant les références utiles à sa vérifiabilité et en les liant à la section « Notes et références ».
Pour les articles homonymes, voir Kodiak.
L'archipel Kodiak  est un archipel côtier situé au sud de l'Alaska, à environ 405 km à vol d'oiseau au sud d'Anchorage dans le golfe d'Alaska.  
La plus grande île par la superficie est l'île Kodiak, la deuxième, située au nord-nord-est de l'île Kodiak, étant Afognak et dont les forêts ont été largement exploitées. L'île la plus septentrionale est Shuyak ; devenue une réserve naturelle elle se caractérise par de profondes  baies. Au sud de Kodiak on trouve les îles de Tugidak et Sitkinak. 
L'archipel fait environ 285 km de long pour 108 km de large, des îles Barren (en) au nord jusqu'à l'île Tchirikov et au groupe d'îles Semidi au sud. L'archipel a une superficie de terres émergées de 13 890 km² principalement couvertes de forêts. On y trouve une quarantaine de petits glaciers, de nombreux cours d'eau et des centaines d'espèces animales terrestres ou marines. 
Le Kodiak Island Borough comprend, outre l'archipel Kodiak, une partie continentale face à ce dernier. Le Refuge faunique national de Kodiak couvre une grande partie de l'archipel.